# Andy Weir
Andy Weir (* 16. června 1972) je americký spisovatel a softwarový inženýr. Světově se proslavil románem Marťan (v originále The Martian), který Ridley Scott v roce 2015 převedl na filmová plátna.

## Dětství
Weir se narodil v Kalifornii jako jediný syn fyzika a inženýrky. Když mu bylo osm let, jeho rodiče se rozvedli. Weir vyrůstal na klasickém sci-fi – například na pracích Athura C. Clarka a Isaaca Asimova. V patnácti letech začal jako programátor pracovat pro Sandia National Laboratories. Na Kalifornské univerzitě v San Diegu studoval počítačové vědy, nakonec však školu nedokončil. Pracoval jako programátor pro několik softwarových společností jako AOL, Palm, MobileIron a Blizzard, kde pomáhal vytvořit světově proslulou hru Warcraft II.

## Osobní život
Weir žije v Mountain View v Kalifornii v najatém dvoupokojovém bytě. Trpí fóbií z létání, proto nenavštívil natáčení Marťana, které probíhalo převážně v Budapešti. V roce 2015 navštívil Johnsonovo vesmírné centrum v Houstonu a Comic-Con v San Diegu, musel se ale podrobit terapii a brát medikaci, aby byl schopný cestovat letadlem.